# Confédération des organisations syndicales indépendantes du Bénin
La Confédération des organisations syndicales indépendantes du Bénin (COSI Bénin) est une confédération syndicale béninoise affiliée à la Confédération syndicale internationale dont la création, initialement suscitée en 1997 à l'origine pour répondre aux besoins du secteur de la santé.
Aujourd'hui, elle est principalement constituée de syndicats de l'enseignement et du secteur de la santé, avec 15 fédérations sectorielles couvrant non seulement l'éducation et la santé, mais également les domaines tels que les postes et télécommunications, l'agroalimentaire.

## Liste des secrétaires généraux historiques
- 2017: Noël Chadaré
- 2012-2017: Noël Chadaré[4];
- 1997: José de SOUZA;